# Nunataki Atlasova
Die Nunataki Atlasova (englische Transkription von russisch Нунатаки Атласова Nunataki Atlassowa) sind eine Gruppe von Nunatakkern im ostantarktischen Königin-Maud-Land. Im westlichen Teil des Gebirges Sør Rondane ragen sie südlich des Fnugget und nordöstlich des Tussebreen zwischen dem Knøttet und den Tonyknausane auf.
Russische Wissenschaftler benannten sie.